# Интеркосмос-10
Интерко́смос-10 (IC-10, «ДС-У2-ИК» № 3) — советский научно-исследовательский спутник серии космических аппаратов «Интеркосмос» типа «ДС-У2», разработанный в ОКБ-586 (ныне КБ «Южное») и предназначенный для исследования электромагнитных связей магнитосферы и ионосферы Земли

## История создания
В декабре 1959 года создается Межведомственный научно-технический совет по космическим исследованиям при Академии Наук СССР во главе с академиком М. В. Келдышем, на который возлагается разработка тематических планов по созданию космических аппаратов, выдача основных тематических заданий, научно-техническая координация работ по исследованию и освоению верхних слоев атмосферы и космического пространства, подготовка вопросов организации международного сотрудничества в космических исследованиях.
Членом Президиума Межведомственного научно-технического совета по космическим исследованиям утверждается М. К. Янгель. В области прикладных задач проведения подобных работ было поручено НИИ-4 Министерства обороны СССР.
В 1963 году было принято решение о создании унифицированной спутниковой платформы ДС-У, на базе которой будут строиться аппараты для выполнения научных и прикладных исследований. Было разработано три модификации платформы
- ДС-У1 — неориентированный в пространстве космический аппарат с химическими источниками энергии;
- ДС-У2 — неориентированный в пространстве космический аппарат с солнечными батареями, в качестве источника энергии;
- ДС-У3 — ориентированный на Солнце космический аппарат с солнечными батареями, в качестве источника энергии.

На базе модификаций платформы ДС-У строились исследовательские спутники различного типа и комплектаций, в том числе по программе «Интеркосмос».

## Конструкция

### Платформа
«Интеркосмос-10» был третьим аппаратом, построенным на платформе ДС-У2 по программе «Интеркосмос» и получил заводское обозначение ДС-У2-ИК-3. В состав платформы входили унифицированный для всех спутников герметичный серии корпус длиной 1.4 и диаметром 0.8 метра, состоящий из центральной цилиндрической части и двух полусферических днищ, разделенный на три отсека. В центральном отсеке находилось одинаковое для всех аппаратов серии обеспечивающее оборудовние, в заднем днище — отсек систем энергопитания, переднее днище предназначлось для установки полезной нагрузки, на «Интеркосмосе-10» это была аппаратура для проведения научных экспериментов, созданная в ГДР, СССР и ЧССР.

### Система энергоснабжения
Источником энергии для спутника служили установленные на корпусе и на четырёх раскрывающихся панелях солнечные батареи общей площадью 5м² и буферные серебряно-цинковые акуумуляторы. Среднесуточная мощность, выделяемая всем системам спутникам — 26 Ватт, на научную аппаратуру — 10 Ватт.

### Бортовой аппаратный комплекс
Бортовой аппаратный комплекс обеспечивал командно-информационное, энергетическое, климатическое и сервисного обеспечение работы целевой аппаратуры и контроль орбиты космического аппарата.
В состав радиотехнического комплекса спутника входили:
- «БРКЛ-Б» — аппаратура командной радиолинии связи, представляет собой узкополосный приемник-дешифратор переданных с Земли сигналов для преобразования их в команды немедленного исполнения;
- «Краб» — аппаратура радиоконтроля орбиты и телесигнализации представляет собой передатчик высокостабильного двухчастотного когерентного сигнала излучения, который используется наземной станцией для определения орбитальной скорости космического аппарата, а также для передачи информации с датчиков телеметрии;
- «Трал-П2» — аппаратура телеконтроля с запоминающим устройством «ЗУ-2С».

### Полезная нагрузка
Научный аппаратный комплекс космического аппарата «Интеркосмос-10» включал в себя:
- приёмник электромагнитных волн сверхнизкой частоты для измерений спектров ОНЧ излучений (ЧССР, СССР);
- зонд Ленгмюра для измерения параметров магнитосферной плазмы (СССР, ГДР);
- магнитометр для измерений магнитных возмущений в высоких широтах (СССР),
- спектрометр электронов и протонов для измерения потоков заряженных частиц (СССР),
- электрометр для измерений медленно меняющихся электрических полей (СССР),

Также в состав полезной нагрузки входили следующие системы:
- «Аврора» — комплекс управления целевой аппаратурой;
- «ТС-1С» — широкополосная телеметрическая система;
- «94К» — система определения ориентации относительно направления на Солнце;

## Программа полёта КА «Интеркосмос-10»

### Запуск
Космический аппарат «Интеркосмос-10» был запущен 10 октября 1973 года ракета-носителем «Космос 11К65М» со 2-й пусковой установки стартовой площадки № 132 космодрома Плесецк.. Спутник проработал на орбите до 1 июля 1977 года.

### Цели запуска
Научные приборы, разработанные в ГДР, СССР, ЧССР, предназначались для исследования геофизических процессов, происходящих в высокоширотных областях, в частности, вызывающих значительные высотные продольные токовые струи, являющиеся одной из причин геомагнитных возмущений.

### История экспериментов
Первые эксперименты с определением локальной концентрации и температуры электронов с помощью цилиндрических зондов Ленгмюра были проведены в СССР на спутниках «Интеркосмос-2» (дата выведения на орбиту 25 декабря 1965 года) и «Интеркосмос-4» (запущен 14 октября 1970 года), имевших наклонение орбиты 48°. 
После запуска спутника «Космос-378» 17 ноября 1970 года с наклонением орбиты 74° наблюдались искажения классической формы зондовой характеристики (зависимость величины тока, собираемого зондом, от напряжения, подаваемого на зонд). Эти искажения проявлялись в форме уменьшения величины токов, собираемых зондом, при увеличении напряжения на зонде (отрицательные характеристики) в области потенциала на зонде немного выше потенциала плазмы. При дальнейшем увеличении напряжения на зонде форма характеристики в зависимости от величины достижимого увеличения обычно возвращалась к положительной.
После сделанного предположения о возможном воздействии магнитного поля Земли на величину собираемых зондом токов было решено уменьшить диаметр применяемого цилиндрического зонда с 6 до 1 мм с целью увеличения отношения ларморовского радиуса электронов к радиусу зонда. После запуска спутника «Интеркосмос-10» с наклонение орбиты 74°, на котором был установлен такой зонд, отрицательные характеристики наблюдались реже. Только после запуска спутника «Интеркосмос-Болгария-1300» 7 августа 1981 года с наклонением орбиты 81,2°, имевшего ориентацию по трем осям с точностью ±1°, представилась возможность перейти от предположений к количественным оценкам. На этом спутнике для определенности ориентации продольная ось цилиндрического зонда всегда была направлена вертикально вниз на Землю и в области магнитных полюсов ориентирована примерно вдоль вектора магнитного поля Земли.

### Результаты эксперимента
Комплекс научной аппаратуры давал одновременную информацию о величинах параметров ионосферы, магнитного и электрического полей, об электромагнитных низкочастотных излучениях и потоках заряженных частиц. Эксперименты на космическом аппарате «Интеркосмос-10» сопровождались наземными наблюдениями за ионосферой, а также измерениями, проводимыми с помощью советских  геофизических ракет, запуски которых осуществлялись по согласованной программе в момент пролёта аппарата над соответствующими наземными станциями ракетного зондирования. Данное наблюдение позволило в нужный интервал времени получать сведения о наиболее токопроводящих областях ионосферы, лежащих на высотах от 100 км до 150 км. Также в ходе экспериментов были получены данные о флуктуациях электрического поля, спектра низкочастотного излучения, а также о температуре и концентрации электронов в ионосферной плазме.